# Essere donne (film 1988)
Essere donne (Felix) è un film collettivo del 1988 diretto da Christel Buschmann, Helke Sander, Helma Sanders-Brahms e Margarethe von Trotta.